# Torrent del Llor
El torrent del Llor és un curs d'aigua del Vallès Occidental que neix a la Carena de la Pineda, entre els termes de Vacarisses i de Terrassa. Passa a prop de l'abocador de Vacarisses i desemboca a la riera de Gaià a Sant Miquel de Gonteres.